# NGC 720
NGC 720 (другие обозначения — MCG -2-5-68, PGC 6983) — эллиптическая галактика (E5) в созвездии Кит.
Этот объект входит в число перечисленных в оригинальной редакции «Нового общего каталога».
Используется в классификации галактик Жерара де Вокулёра в качестве примера галактики типа E5.
Галактика NGC 720 входит в состав группы галактик NGC 720. Помимо NGC 720 в группу также входят ещё 12 галактик.